# A Nagy Fehér Főnök
A Nagy Fehér Főnök 2022 és 2023 között vetített magyar szatíra, vígjáték, amit Herz Péter rendezett. A sorozat a cseh Most! széria magyar feldolgozása. A főbb szerepekben Lengyel Tamás és Rujder Vivien látható.
Az első epizódját 2022. november 16-án mutatta be a RTL+.
Az RTL is bemutatta az első részét 2022. november 27-én.
A jelenetek többségét a film fiktív települését bemutatva Csepelen forgatják, illetve a történetben szereplő – Koszosnak csúfolt – Kohász Vendéglő a valóságban a csepeli Bogrács Vendéglő.
Nem lesz második évada.

## Szereplők

### Főszereplők
| Név           | Színész            | Leírás                                                  |
| ------------- | ------------------ | ------------------------------------------------------- |
| Csikós Nándi  | Lengyel Tamás      | Brigi testvére.                                         |
| Csikós Brigi  | Rujder Vivien      | Transznemű nő, korábban Ottónak hívták. Nándi testvére. |
| Rudi          | Ötvös András       | Kohász kocsma tulajdonosa.                              |
| Rézműves Zoli | Fekete Zsolt       | Közterületes, aki állandóan a kocsmában van.            |
| Kutacs        | Dankó István       | Munkanélküli, a kocsma állandó vendége.                 |
| Atya          | Gáspár Tibor       | Régen pap volt, most a kocsma állandó vendége.          |
| Csikós Botond | Csákvári Krisztián | Nándi és Rita fia.                                      |
| Tatár         | Pataki Ferenc      | Helyi gengszter.                                        |
| Leó           | Pápai Rómeó        | Jozsó ismerőse.                                         |
| Rita          | Péter Kata         | Nándi volt felesége.                                    |
| Saci          | Farkas Franciska   | Takarító.                                               |

### Mellékszereplők
| Név       | Színész            | Leírás                                  |
| --------- | ------------------ | --------------------------------------- |
| Piros     | Trill Beatrix      | A Kohász pultoslánya, Rudi barátnője.   |
| Heinz     | Kelemen József     | Rita új párja.                          |
| Satu      | Dancs János        | Tatár embere.                           |
| Blanka    | Török Lili         | Botond szerelme.                        |
| Öreg      | Nomád Földi László | Az autószerelő műhelye főnöke.          |
| Mari néni | Molnár Erika       | Az autószerelő műhelye tagja.           |
| Jozsó     | Tollas Gábor       | Cigányok, a RomaKoma szervezet tagjai.  |
| Károly    | Csányi Dávid       | Cigányok, a RomaKoma szervezet tagjai.  |
| Menyhért  | Nagypál Gábor      | Cigányok, a RomaKoma szervezet tagjai.  |
| Dezső     | Barbinek Péter     | Nándi szembe szomszédja. Tatár barátja. |

### További szereplők
- Babrányi Beáta – Hajnalka
- Baksa Imre – Csucsu
- Bakos Éva – trafikos
- Bárdi Gergő – postás
- Fábián Gábor – riporter
- G. Erdélyi Hermina – banki ügyintéző
- Gosztonyi Csaba – ügyfél
- Hajnal János – Márk
- Haumann Péter – Misi bácsi
- Hegedűs Bálint – kocsmatöltelék
- Horváth Kristóf – Kristóf
- Huszár Péter – kocsmatöltelék
- Ivanics Tamás – sminkes
- Kadét Bertalan – Ricardo
- Kovács Olga – Móni
- Kőszegi Mária – önkéntes lány
- Kövesi Zsombor – bőrfejű
- László Gáspár – bőrfejű
- Maday Gábor – Vili
- Maróti Lili – barátnő
- Nádai Anikó – önmaga
- Nyakó Júlia – titkárnő
- Oláh Józsefné Jolika – mama
- Pálfi Ervin – Abonyi
- Pipó László – Hotel manager
- Ruszó Kornél – Dzsorden
- Sipőcz András – bőrfejű
- Spiegl Anna – recepciósnő
- Szalma Noémi – asszisztens lány
- Szécsi Bence – fiú
- Szoták Barbara – nő
- Vékes Csaba – főnök
- Virga Tímea – Timi

## Epizódok
Az első rész premierje 2022. november 16-án volt az RTL+-on.
| Sor. | Év. | Cím     | Rendező                    | Író                            | Premier            |
| ---- | --- | ------- | -------------------------- | ------------------------------ | ------------------ |
| 1.   | 1.  | 1. rész | Herz Péter                 | Tasnádi István, Huszár Péter   | 2022. november 16. |
| 2.   | 2.  | 2. rész | Herz Péter                 | Tasnádi István, Huszár Péter   | 2022. november 23. |
| 3.   | 3.  | 3. rész | Herz Péter, Tasnádi István | Tasnádi István, Huszár Péter   | 2022. november 30. |
| 4.   | 4.  | 4. rész | Herz Péter                 | Tasnádi István, Huszár Péter   | 2022. december 7.  |
| 5.   | 5.  | 5. rész | Herz Péter                 | Tasnádi István, Hegedűs Bálint | 2022. december 14. |
| 6.   | 6.  | 6. rész | Herz Péter                 | Tasnádi István, Hegedűs Bálint | 2022. december 21. |
| 7.   | 7.  | 7. rész | Herz Péter, Tasnádi István | Tasnádi István, Hegedűs Bálint | 2022. december 28. |
| 8.   | 8.  | 8. rész | Herz Péter                 | Tasnádi István                 | 2023. január 4.    |